# Agathotanais spinipoda
Agathotanais spinipoda is een naaldkreeftjessoort uit de familie van de Agathotanaidae. De wetenschappelijke naam van de soort is voor het eerst geldig gepubliceerd in 1999 door Larsen.